# Pissalandrea
La pissalandrea  (o pizza all'Andrea o piscialandrea o pizzalandrea o pissadella o sardenaira) è una specialità della cucina ligure e della cucina provenzale risalente al 1300, oggigiorno diffusa nella provincia di Imperia, nel Principato di Monaco e nella città francese di Nizza. La pietanza è caratterizzata dall'uso di filetti di acciughe sotto sale dissalati, olive e aglio; successivamente all'importazione in Europa di nuovi alimenti dopo la scoperta dell'America, alla ricetta originale è stato aggiunto il pomodoro.
In Costa Azzurra una versione senza pomodoro ma con cipolle prende il nome francese di pissaladière (pissaladiera in nizzardo) ed è uno stuzzichino tipico della cucina nizzarda.

## Origini
Secondo una leggenda popolare questa pizza sarebbe stata preparata per la prima volta intorno alla fine del Quattrocento e la tradizione vuole che sia stata chiamata "pizza d'Andrea" in onore del più celebre degli onegliesi, l'ammiraglio Andrea Doria, a quel tempo principale artefice della politica della Repubblica di Genova. A questa etimologia se ne contrappone un'altra che fa derivare il nome dall'analoga preparazione provenzale, la pissaladière (o pissaladiero in nizzardo, derivato da peis salat, pesce salato). La prima menzione scritta della ricetta risale all'anno 879 nella regione della Provenza. Era un piatto molto apprezzato nella residenza dei papi avignonesi.

## Le ricette

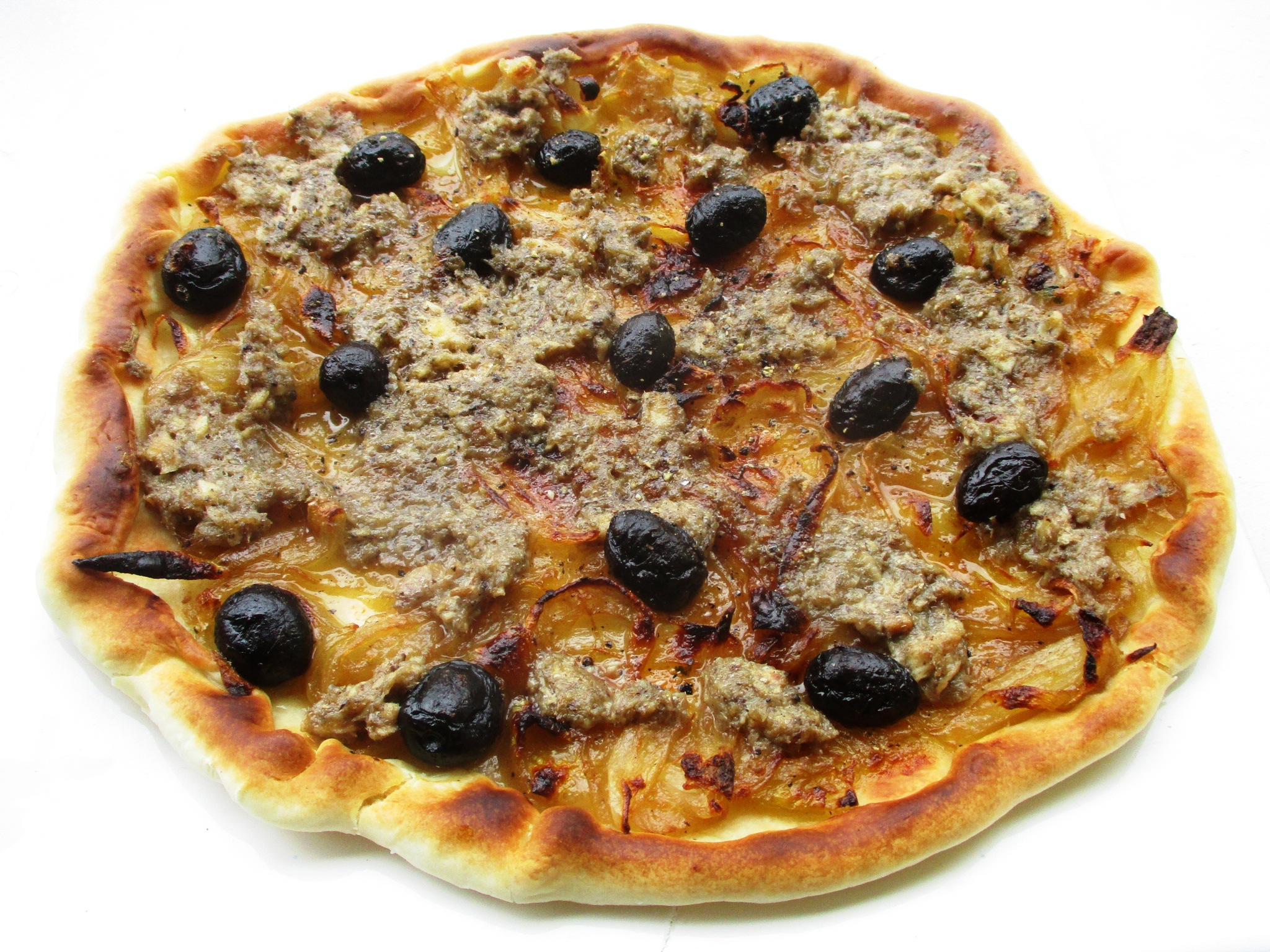
Pissaladière nizzarda con cipolle, pasta d'acciughe (pissalà), olio d'oliva e olive.

La preparazione originaria prevedeva per l'impasto farina, acqua, sale, olio e lievito, per la farcitura un battuto di cipolla e acciughe salate (macchettu).
A differenza di quella francese dopo la loro introduzione in Europa, alla fine del Cinquecento, la versione ligure si arricchì dei pomodori che furono aggiunti alle olive rivierasche, alle cipolle, a un formaggio molle ligure quasi liquefatto simile allo squacquerone, e alle acciughe sotto sale, uno dei pesci tipici della tradizione ligure. Un'antica variante, tipica della città di Sanremo, è la sardenaira, cioè la pizza con le sardine, in cui le acciughe dissalate sono sostituite appunto dalle sardine. 
In Francia esistono varianti: 
- La Pichade, tipica di Mentone, è una pissaladière con salsa di pomodoro come base.
- La tarte de Menton è una pissaladière senza acciughe.

Altre varianti locali nei diversi paesi della Riviera dei Fiori:
- Apricale: figassun o machetusa
- Bordighera e Vallecrosia: pisciarà
- Buggio: pisciarada
- Pigna: vojun
- Sanremo: sardenaira (il prodotto ha ottenuto la denominazione comunale d'origine)[11][12].
- Taggia: figassa
- Ventimiglia: pisciadela (il prodotto è nel registro delle De.Co. (Denominazioni Comunali) del Comune.